# Virtua Fighter 4
Virtua Fighter 4 (バーチャファイター4?, Bācha Faitā Fō) è il quarto capitolo della saga Virtua Fighter uscito nel 2001 nelle sale giochi e nel 2002 per PlayStation 2. Le differenze con il capitolo precedente sono molte, ad esempio le arene non presentano più leggeri dislivelli e sono tutte a forma quadrata o senza muri, o con piccole barriere rompibili o con grandi muri infrangibili. Sono state introdotte anche nuove funzionalità: è presente un sistema di ranking, ovvero è possibile far salire di livello il proprio personaggio dopo una serie di vittorie (simile alla modalità arcade introdotta dalla Namco in Tekken 5), un sistema di allenamento con un'intelligenza artificiale facendole apprendere tutte le mosse e le combo di uno specifico personaggio ed un sistema di personalizzazione del personaggio per mezzo di item.

## Virtua Fighter 4 Evolution
Virtua Fighter 4 Evolution è un sottocapitolo, ovvero una versione rivista del quarto capitolo. È stato inserito un diverso sistema di ranking basato sulla conquista di diverse sale giochi giapponesi che consiste nel superare specifiche prove per poi accedere al torneo. È stata inserita una modalità chiamata tutorial che mostra ogni mossa e combo di tutti gli avversari (schivate, juggle, prese, buffer) e insegna a farle. In più è stato modificato lo stile di combattimenti di Vanessa che si basa solo sul Vale Tudo e non più anche sul Muay Thai. Resta invece invariata la grafica.

## Trama
Virtua Fighter 4 e Virtua Fighter 4: Evolution hanno una trama in due parti. VF4 iniziava con tredici combattenti che partecipavano al torneo per motivi personali, mentre Judgement Six li usava per raccogliere dati per Dural. Evolution aggiunge altri due combattenti al mix, uno dei quali lavora per Judgement Six che ha l'ordine di uccidere tutti i partecipanti al torneo.
È stato inoltre rivelato che, per il progetto Dural, Judgement Six ha preso di mira Sarah Bryant come prossima volontaria per un nuovo modello di Dural. Akira è rimasto indietro durante il terzo torneo. Per scoprire quale fosse il "vero potere" dentro di lui, si iscrive al quarto torneo per trovare la risposta. Pai scopre che la sua abilità è vicina a quella del padre, nonostante la sconfitta nel terzo torneo. Dopo aver saputo che Lau sta cercando un successore ed è malato di cancro terminale, si iscrive al torneo per dimostrare di essere un degno successore per padroneggiare lo stile del padre. Lau ha subito una terribile malattia che non può essere curata dopo aver perso contro Kage-Maru nel terzo torneo. Si iscrive al torneo per trovare un degno successore del Koen-Ken. Wolf ha ancora incubi ricorrenti dalla fine del secondo torneo. Dopo aver perso il terzo torneo, ignora il sogno, ma questo continua a ripresentarsi. Si iscrive al quarto torneo per scoprirne il significato. Jeffry ha finalmente guadagnato abbastanza soldi per riparare la sua barca, ma c'è solo un problema: lo Squalo Satana è misteriosamente scomparso. Si iscrive al torneo per investire in un dispositivo sonar per lo squalo.
Kage-Maru vince il terzo torneo e trova una parte del nuovo modello di Dural in grado di curare sua madre. Il risultato è che sua madre si trasforma nuovamente in Dural e lo attacca. Poiché Judgement Six l'ha salvata, Kage partecipa al torneo per uccidere Dural una volta per tutte. Sarah ha recuperato i suoi ricordi e vive una vita tranquilla con il fratello, finché non ha dei flashback del periodo in cui ha subito il lavaggio del cervello da parte di Judgement Six e ha tentato di uccidere Jacky. Si iscrive al torneo per sconfiggerlo e risolvere la questione. Dopo la fine del terzo torneo, Jacky si concentra sulle corse e forma la sua squadra. Tuttavia, Judgement Six ha ucciso uno dei suoi sponsor, che continueranno a non far partecipare Jacky al quarto torneo. Decide quindi di partecipare al torneo per sconfiggere ancora una volta Judgement Six. Shun non è riuscito a trovare il suo studente scomparso durante il terzo torneo. Si è scoperto che il suo studente stava cercando di fuggire da Judgement Six, ma è stato ricatturato dall'organizzazione malvagia. Si iscrive al quarto torneo per trovare maggiori informazioni sullo studente scomparso.
Lion partecipa al quarto torneo per tentare ancora una volta di vincere il titolo. Aoi non ha resistito a lungo al primo turno del terzo torneo. Si iscrive al quarto torneo per provare le sue nuove abilità di parata e contrattacco. Lei-Fei partecipa al quarto torneo per diventare il successore dello stile di arti marziali Koen-Ken di Lau. La sua vera intenzione è quella di uccidere Lau dopo aver imparato il suo stile sotto gli ordini del clan. Vanessa si iscrive al quarto torneo per proteggere Sarah da Judgement Six e per vendicare l'omicidio del suo mentore, Lewis. Brad partecipa al quarto torneo dopo aver dominato il mondo della Muay Thai Kickboxing. Goh si è infiltrato nel quarto torneo per ordine di Judgement Six e uccidere tutti. Il quarto torneo si era concluso con un ultimo combattimento tra Kage-Maru e Shun Di, ma mentre Kage stava per sferrare il colpo decisivo a Shun, la forma argentea e luminosa di Dural interruppe l'incontro. Kage è il vincitore, ma scopre che il Dural contro cui ha combattuto non è sua madre.

## Personaggi

### Nuovi
- Brad Burns (solo in Virtua Fighter 4 Evolution), un donnaiolo italiano di ascendenze anglosassoni, esperto di Muay Thai
- Goh Hinogami (solo in Virtua Fighter 4 Evolution), un assassino giapponese esperto di judo appartenente alla setta del J6
- Lei-Fei, un monaco cinese esperto di Shaolin-Ken con il compito di eliminare la disciplina del Koen-Ken
- Vanessa Lewis, una robusta bodyguard brasiliana alle dipendenze di Sarah, che pratica il vale tudo

### Riconfermati
- Akira Yuki
- Aoi Umenokouji
- Jacky Bryant
- Jeffry McWild
- Kage-Maru
- Lau Chan
- Lion Rafale
- Pai Chan
- Sarah Bryant
- Shun-Di
- Wolf Hawkfield
- Dural[1]

Taka-Arashi non compare in questo capitolo ma ritornerà poi in Virtua Fighter 5 R

## Accoglienza
La rivista Play Generation diede alla versione per PlayStation 2 un punteggio di 91/100, trovandolo forse il miglior capitolo della serie nonostante le sbavature tecniche ed i pochi extra ma sul ring non temeva rivali. La stessa testata trovò Shun-Di come il terzo vecchietto più arzillo.